# Albert Hauf
 (avril 2024).
Si vous disposez d'ouvrages ou d'articles de référence ou si vous connaissez des sites web de qualité traitant du thème abordé ici, merci de compléter l'article en donnant les références utiles à sa vérifiabilité et en les liant à la section « Notes et références ».
Albert Guillem Hauf i Valls, né le 8 janvier 1938 à Sóller, Majorque, Espagne, est un philologue majorquin, historien de la littérature et critique littéraire. Il est spécialiste en littérature médiévale catalane et occitane. 

## Biographie
Albert Hauf passe sa maîtrise en philologie romane à l'université de Barcelone, avec une bourse de la Fondation Joan March. Son mémoire consistait à une analyse du texte aragonais du Traité d'agriculture de Palladius Rutilius Emilianus. Dans la même université il obtient son doctorat, dirigé par le professeur Martí de Riquer, avec une thèse sur la Vita Christi, une œuvre de l'écrivain catalan médiéval Francesc Eiximenis, et la tradition médiévale des Vitae Christi. Ce travail obtient le prix Nicolau d'Olwer (donné par l'Institut d'études catalanes) en 1977.
En 1964 il est nommé à l'université de Cardiff (Pays de Galles) comme professeur d'espagnol et catalan, puis y obtient le grade de professeur d'université d'études espagnoles. Il commence aussi à donner des cours de langue et littérature catalane, mais son désaccord avec la politique du chef du gouvernement britannique Margaret Thatcher le força à abandonner le Royaume-Uni en 1987. Il entre alors à l'université de Valence, où il est professeur d'université de philologie catalane.
Depuis 1992 il a supervisé différents projets d'enquêtes académiques, qui ont été sponsorisés par le ministère de la Culture espagnol et par le département de Culture valencien, spécialement sur le siècle d'or valencien (XVe siècle). Jusqu'en 2007 il a dirigé seize thèses de doctorat. Il a également organisé plusieurs congrès et rencontres académiques : L'Atmosphère culturelle à Valence pendant la seconde moitié du XVe siècle, Tirant lo Blanc et ses traducteurs, Tirant lo Blanc, Jacques Ier, Ausiàs Marc, Lectures d'Ausiàs Marc, Francesc Eiximenis, Joan Roís de Corella, L'Historiographie médiévale et ainsi de suite.
Albert Hauf est membre de l'Académie valencienne de la langue, de l'Institut interuniversitaire de philologie valencienne et de l'Institut d'études catalanes. Il était fondateur et président de l'Association internationale de langue et littérature catalane.
Il a été membre de l'Institut valencien d'études et recherche (il succéda à Joan Fuster), du conseil d'administration de la Société anglo-catalane (1973–1978), du conseil de l'université de Valence (1995–2001) ; du conseil d'administration de la Bibliothèque nationale de Madrid (1995–1997) ; de la Fondation Mossèn Alcover (2001) ; du jury des prix d'essai Joan Fuster des Premis Octubre (1989 et 1991) des Prix Nationales des Lettres du ministère de Culture espagnol (Essai, 1991 et 1992; Roman, 1993 ; Littérature, 1998); de la commission d'édition des œuvres de Francesc Eiximenis ; de la commission d'édition des œuvres de Ramon Llull ; de la rédaction des suivantes journaux : Estudis Romànics, Caplletra, Llengua i Literatura et ELLC ; du comité consultatif des suivants journaux : Revue d'études catalanes (France), Tesserae (Royaume-Uni), Catalan Review (États-Unis), Afers, Studia Philologica Valentina et Ausa.

## Œuvres
Albert Hauf a écrit différents articles pour des journaux, aussi bien grand-public que scientifiques. Il participe également à des programmes de radio et télévision. Il a travaillé avec Martí de Riquer et Mario Vargas Llosa en un CDR sur le Tirant lo Blanc de Joanot Martorell. 
Albert Hauf est auteur de différents travaux de recherche, énumérés dans ELL, 4 (1998), 261-271. Parmi ceux qui doivent être soulignés :
- Édition de l'Speculum Humanae Salvationis.
- Teresa Pérez Higuera et Albert Hauf i Valls Estudios y comentarios, Madrid, Edilán, 2000, 2 vols.
- Vita Christi d'Isabel de Villena, Barcelona, Ed. 62, 1995.
- Édition du l'Speculum Animae, qui est attribué à Isabel de Villena, Madrid, Edilán, 1993, 2 vols.
- D'Eiximenis a Sor Isabel de Villena. Aportació a l'estudi de la nostra cultura medieval, Biblioteca Sanchis Guarner, 19, València-Barcelona, 1990 (prix Serra d'Or de la Critique, 1991).
- Édition du Tirant lo Blanc, 2 vols., Valence, Generalitat Valenciana, 1992 et 1990.
- Édition de La Flor de les Istòries d'Orient, Barcelone, 1989 (prix Massó i Torrent 1990, pour le meilleur travail de matière médiévale).
- Édition de la Quarantena de Contemplació de Joan Eiximeno, Abadia de Montserrat, 1986.
- Contemplació de la Passió, Barcelone, 1983.
- Sélection de Lo Crestià de Francesc Eiximenis, Barcelone, Ed. 62, 1983.
- El Ars Praedicandi de Fr. Alfonso d'Alprao, Rome, 1979.
- Introductions pour Josep Pou, Visionarios, beguinos y fraticelos, Alicante, 1996, 9-112; et pour Joan Fuster, Misògins i enamorat, Alzira, 1995.
- 25 de ses articles ont été publiés dans le Grundriss der Romanischen Literaturen des Mittlealters, XI/2, Heidelberg, 1993.
- Parmi ses traductions de l'allemand, anglais et français, sa version espagnole d'Arthur Terry, Catalan Literature: Literatura Catalana, Barcelone-Caracas. México, 1977 et 1983, doit être souligné. Elle dispose aussi d'une bibliographie supplémentaire.